# كرايغ ستراكان
كرايغ ستراكان (بالإنجليزية: Craig Strachan)‏ هو لاعب كرة قدم بريطاني في مركز الوسط، ولد في 19 مايو 1982 في أبردين في المملكة المتحدة. لعب مع كوفنتري سيتي ونادي روتشديل.

## وصلات خارجية
- كرايغ ستراكان على موقع قاعدة بيانات كرة القدم.إي يو (الإنجليزية)
- كرايغ ستراكان على موقع Soccerbase.com (لاعب) (الإنجليزية)
- كرايغ ستراكان على موقع عالم كرة القدم.نت (الإنجليزية)